# Línguas chibchanas
As línguas chibchanas formam um família linguística indígena da área do Istmo do Panamá, que se estende do leste de Honduras ao norte da Colômbia, passando por Nicarágua, Costa Rica e Panamá. O nome é derivado de uma língua extinta, o chibcha ou muisca cubun, falada antigamente pelo povo que viveu na região da atual Bogotá quando da colonização espanhola da América. Porém, dados genéticos e linguísticos indicam que o berço original  dos falantes de línguas chibchanas não estaria na Colômbia, mas sim na fronteira Costa Rica-Panamá, onde há hoje a maior variedade dessas línguas.
O linguísta costarriquenho Adolfo Constenla Umaña (1981, 1991, 1995) criou uma detalhada clasificação das línguas chibchanas. A maioria dos idiomas fica no subgrupo das chibchanas do sul, vóticas, ístmicas, magdalênicas. 

## Classificação

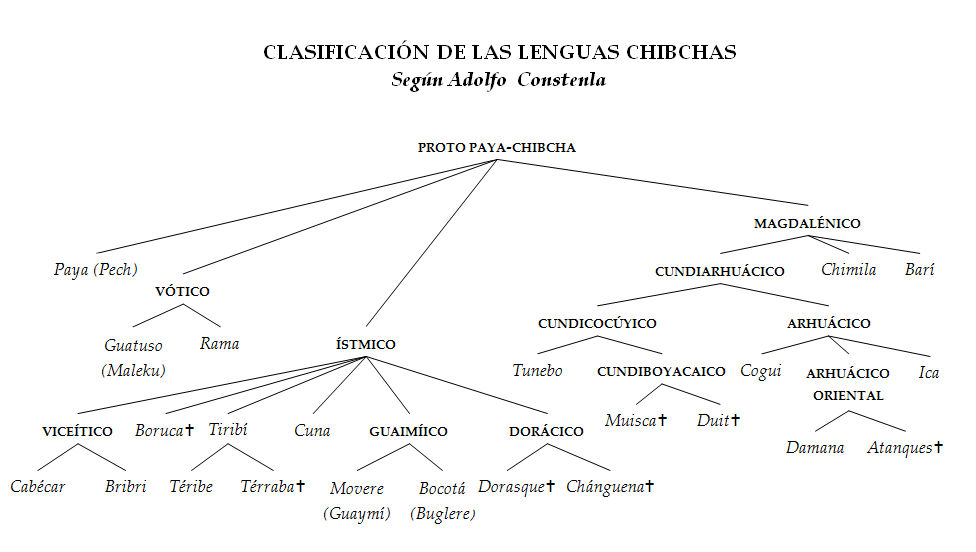
Clasificação das línguas chicanas segundo Constela.

A seguir, se apresenta a classificação das diversas línguas chibchanas feita por Constenla, com ligeiras modificações:
- A Línguas Pech'
  - Paya (Pech, Taya, Tawka, Seco) noroeste de Honduras
- B Língua Vóticas
  - Rama - sudoeste Nicarágua
  - Voto - Costa Rica, extinta
  - Maléku (Guatuso), norte-central Costa Rica
  - Corobicí noroeste Costa Rica, extinta
- C Línguas ístmicas
  - Línguas Talamanca 
    - Boruca (Brunca, Brunka), Costa Rica, quase extinta.
    - Huetar (Güetar), Costa Rica, extinta.
    - Bribri (Talamanca), Costa Rica e Panamá.
    - Cabécar (Talamanca), Costa Rica.
    - ? Movere (Move), central Panamá

  - Línguas dorácicas
    - Chánguena - Costa Rica & Panamá, extinta.
    - Dorasque -  Panamá, extinta
    - Teribe (Naso, Térraba, Tiribi, Teribe, Norteño, Quequexque), Panamá e Costa Rica

  - Línguas Waimí (Guaymi)
    - Buglere (Bokota, Bogotá, Bofota, Bobota, Bukueta, Buglé, Muoy, Murire, Nortenho, Sabanero, Veraguas Sabanero), Panamá
    - Ngäbere (Guaymí oeste, Valiente, Chiriquí, Ngábere, Chiriquí, Ngobere, Ngäbere'), Costa Rica e Panamá

  - Línguas Kuna
    - Kuna (Guna, Dulegaya, Cuna, San Blás Kuna), Panamá e Colômbia
- D Línguas magdalénicas
  - Grupo motilón
    - Chimila (Ette taara, Caca Weranos, Shimizya), Colômbia
    - Barí (Motilón, Dobocubi), nordeste da Colômbia e noroeste da Venezuela

  - Grupo andino
    - Tunebo (U'wa, Uw cuwa, U'w ajca) Colômbia
    - Chibcha (Muisca, Muysca, Mwɨska, Mosca, Duit)  Colômbia, extinta
    - Lache, extinta
    - Guane, extinta

  - Línguas da Serra de Santa Marta
    - Wiwa (Damana, Guamaca, Guamaka, Malayo, Arsario, Marocasero, Sanja, Sanka) Colômbia
    - Kankuamo (Atanquez, Atanques, Kankui) Colômbia, extinta
    - Arhuaco (Ijka, Ikü, Ica, Arwaco, Bintuk, Bíntukua, Bintucua, Bíntucua, Bintuk, Bíntukua, Pebu) Colômbia
    - Kogui (Kouguian, Kaggaba, Cagaba, Coghui, Cogui, Kogi) Colômbia

## Relações externas
Constenla questionou que o cueva, língua extinta e dominante no Panamá da Era Pré-colombiana, se relacionava com as chocoanas, não com as chibchanas, mas não pôde demonstrar isso de forma evidente.
A lingua kofán (kofán, kofane, a'i) do Equador e Colômbia foi incluída entre as chibchanas devido a algumas influências de vocabulário.
O zenú ou sinú do norte da Colômbia é, às vezes, incluída no grupo.
Uma família dita macrochibchana é considerada uma hipótese, contendo nesse caso as línguas misumalpanas, línguas lenca, p'urhépecha, xinca language, cuitlatec e o yanomaman.
Joseph Greenberg agrupa as chibchanas junto com as paezan, chamando o grupo de línguas chibchano-paezanas, uma subfamília das línguas ameríndias.
Dennis Holt (1986) apresentou evidências de possíveis relações das chibchanas com línguas uto-astecas e com as pano-takananas.
Porém muitos linguistas veem no conceito de "macrochibchanas" (sem considerar grupos em nível mais alto) como algo muito hipotético, com valor, portanto, limitado. Os grupos linguísticos significantes mais próximos, com os quais há realmente maiores relações, são:
- Línguas misumalpan (ao norte).
- Línguas choco (ao sul).

A maioria dessas línguas está em estado crítico de extinção.

## Reconstrução
Algumas reconstruções do proto-chibcha, de nomes de plantas e animais (Constenla 1981):
| Português                        | Inglês                                                                 | Proto-Chibcha  |
| -------------------------------- | ---------------------------------------------------------------------- | -------------- |
| ave                              | bird                                                                   | *dù            |
| borboleta                        | butterfly                                                              | *kuA-, *kuAʔ-  |
| cedro                            | cedar (several trees of the Cedrela genus)                             | *uˈru          |
| samaúma                          | ceiba                                                                  | *puLí, *puLíkI |
| barata                           | cockroach                                                              | *ˈsóx-         |
| cacau                            | cocoa                                                                  | *kə́ˈhùʔ        |
| algodão                          | cotton                                                                 | *suˈhí         |
| jacaré                           | crocodile                                                              | *ˈkú-          |
| mutum                            | curassow (Crax rubra)                                                  | *ˈdubÍ         |
| veado                            | deer                                                                   | *ˈsur, *ˈsurĩ̀  |
| cachorro                         | dog                                                                    | *ˈto           |
| rolinha-cinzenta                 | dove (common ground dove)                                              | *ˈÚtu-         |
| gavião                           | eagle, hawk                                                            | *ˈpṹ           |
| Aulacorhynchus prasinus (tucano) | emerald toucanet                                                       | *dəˈkər̃ə́       |
| gato                             | feline                                                                 | *dəbə̃́; *kuLÁʔ  |
| peixe                            | fish                                                                   | *ˈuA; *dibÃ̀    |
| maruim                           | gnat (jején)                                                           | *buˈr̃ṹʔ        |
| jacu                             | guan (bird)                                                            | *ˈkũ̀           |
| cajá                             | jocote (Spondias purpurea), jobo (Spondias mombin)                     | *bəˈrə́ʔ        |
| louro-amarelo                    | laurel (Cordia alliodora)                                              | *ˈBúʔ          |
| lagarto                          | lizard                                                                 | *ulíʔ          |
| piolho                           | louse                                                                  | *ˈkṹ           |
| milho                            | maize                                                                  | *ˈIBI          |
| árvore (esp.)                    | mayo (tree)                                                            | *bèk           |
| bugio                            | monkey: howler monkey                                                  | *úriʔ          |
| coatá                            | monkey: spider monkey                                                  | *dõ̀, *do-      |
| macaco-prego                     | monkey: white-faced monkey                                             | *hòkI          |
| paca                             | paca (Agouti paca)                                                     | *ˈkuri         |
| pupunha                          | peachpalm (Bactris gasipaes, Guilelma utilis)                          | *ˈsúbaʔ        |
| queixada                         | peccary (Tayassu pecari spiradens)                                     | *siˈdĩ́ʔ        |
| açacurana, mulungu               | poró tree, elequeme tree (synonyms)                                    | *baˈlò         |
| abóbora                          | pumpkin, squash                                                        | *Apì           |
| maraca                           | rattle, maraca, colander, gourd cup (= object elaborated from a gourd) | *ˈtã́           |
| tubarão                          | shark                                                                  | *tAˈLì         |
| camarão                          | shrimp                                                                 | *ˈkUs          |
| cobra                            | snake                                                                  | *tAkAbÌ        |
| aranha                           | spider                                                                 | *óhk           |
| anta                             | tapir                                                                  | *dAĩ́ʔ          |
| tabaco                           | tobacco                                                                | *ˈdu, *ˈduə̀    |
| tucano (esp.)                    | toucan sp.                                                             | *Biˈli         |
| pica-pau                         | woodpecker                                                             | *soˈr̃o         |
| verme                            | worm                                                                   | *ˈgĩ́           |